# Del Vecchio

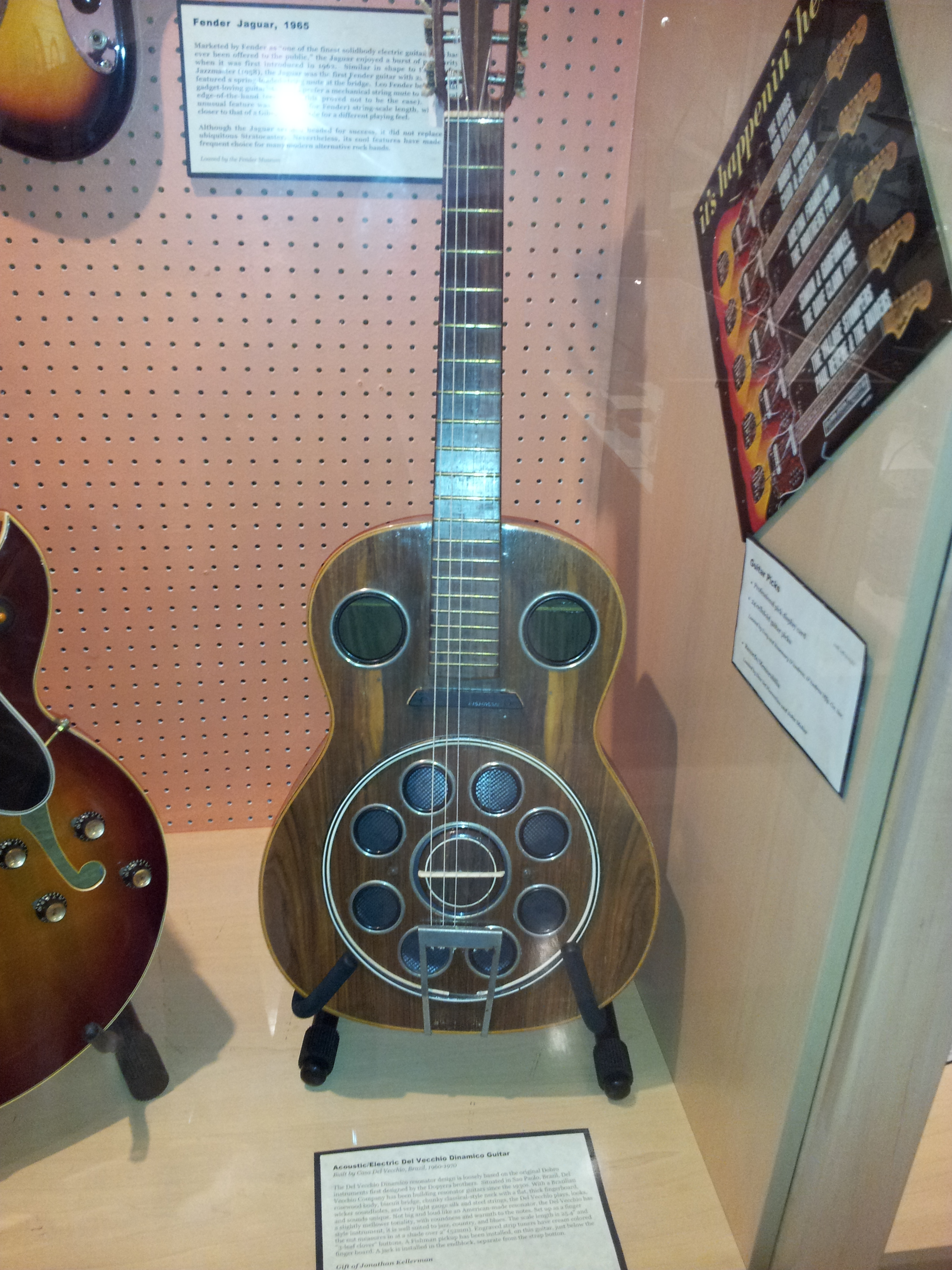
Del Vecchio Dinamico acoustic electric resonator guitar (1960s), Museum of Making Music

Del Vecchio é uma marca de instrumentos musicais existente no Brasil, fundada em 1902 pelo luthier italiano Angelo Del Vecchio, que começou a fabricar violões de forma artesanal em São Paulo. Ao lado de Giannini e Di Giorgio, alinha-se dentre os pioneiros fabricantes de violões no Brasil. Alguns de seus instrumentos foram usados por nomes relevantes da música brasileira, como Paulinho Nogueira, Toninho Horta, Garoto (músico), dentre outros. O Instituto Moreira Salles dispõe em seu acervo de um violão Del Vecchio que pertenceu a Luiz Bonfá. Com Garoto, Del Vecchio foi responsável pelo desenvolvimento do violão tenor, uma variação do instrumento inspirada no banjo e afinada em "lá, ré, sol, dó".
Localizada no centro de São Paulo ainda hoje, a Casa Del Vecchio disponibiliza hoje uma linha própria de produção artesanal, que inclui violões, violas, banjos e cavaquinhos.

## Origens
Ângelo Del Vecchio, natural de Riposto, Sicília, casou-se em 1900 com Carmela Messina recebendo como presente de núpcias uma viagem.
Como tinha ela dois irmãos no Brasil, realizaram viagem para o país, precisamente para a cidade de São Paulo. Ao chegar, encantaram-se pela terra de modo que não retornaram a seu país de origem.
Ângelo, que exercia em sua terra a profissão de "Luthier", ocupou-se de atividades neste segmento e devido ao sucesso obtido, em meados de 1902, abriu no Largo Riachuelo, fabrica e loja de instrumentos musicais.
Após 18 anos, cansados dos infortúnios provocados pelas enchentes que constantemente assolavam o Largo Riachuelo, mudou-se para a Rua Aurora, onde, dotados de condições mais adequadas, aumentaram significativamente a produção.
Em 1930 Ângelo Del Vecchio foi inventor de uma série de modelos de violões que foram patenteados, dentre os quais se destaca o "Violão Dinâmico" que até hoje é fabricado.
Em meados dos anos 40 e 50, a empresa passou a ser dirigida por seus filhos e a denominar-se, então, "Irmãos Del Vecchio".
Francisco Del Vecchio dedicou-se à parte administrativa, enquanto Salvador Del Vecchio ficou com a parte técnica de fabricação, este, por sua vez, criou novos sistemas e estruturas tais como os chamados "Timbre Vox", "Super Vox" e "Nylon Vox".
Em 1968, com a inclusão de um neto, a firma passou, finalmente, a chamar-se Casa Del Vecchio e a terceira geração da empresa foi responsável por propagar a marca Del Vecchio por todo o território nacional e também internacionalmente, levando a marca a ser uma das mais importantes fabrica/distribuidora no ramo de instrumentos de corda do país.

## História recente e atualidade
Nos anos 70, a Casa Del Vecchio estendeu seu atendimento abrangendo, então, outros setores musicais como sopro, teclado e percussão.
Em 2002, a Casa Del Vecchio festeja 100 anos de existência e tradição, fazendo valer seu slogan: "Por que um século de som não pode passar em silêncio!"
Na atualidade a Casa Del Vecchio tem resistido com base sólida na tradição, a despeito das mudanças no mercado com a forte competição dos instrumentos importados.
Adequando-se às novas demandas de mercado a Casa Del Vecchio passou a priorizar uma linha de produção artesanal, com maior valor agregado por unidade produzida, mantendo à disposição instrumentos para os variados níveis de instrumentistas sejam eles estudantes, intermediários e profissionais.
A loja ainda dispõe de uma sala de música para experimentar os instrumentos, e uma luthieria para pequenos reparos, regulagens e restauros de instrumentos de corda de qualquer marca.